# Antonae terminata
Antonae terminata är en insektsart som beskrevs av Leon Fairmaire. Antonae terminata ingår i släktet Antonae och familjen hornstritar. Inga underarter finns listade i Catalogue of Life.